# イオンタウン芸濃
イオンタウン芸濃 (イオンタウンげいのう) は、三重県津市芸濃町椋本字一ツ谷にあるオープンモール形式のネイバーフッド型ショッピングセンター。

## 概要
芸濃インターチェンジから西方300m、三重県道10号津関線とグリーンロードが交差する場所に立地する。
1997年（平成9年）12月5日にジャスコ芸濃ショッピングセンターとして開業。開業当初はスーパーマーケットの「マックスバリュー」とディスカウントストアの「メガマート」を核店舗としていた。オープン当時では珍しいパワーセンタータイプのショッピングセンターであった。
2000年（平成12年）2月21日には、マックスバリュー芸濃店の運営がフレックスアコレに移管された。2011年（平成23年）11月21日に施設がイオンタウン株式会社運営に移管され、イオンタウン芸濃に名称が変更された。
メガマート芸濃店は2014年（平成26年）1月の時点では唯一のメガマートとして営業していたが、2014年 (平成26年) 1月30日に閉店し、メガマートは消滅。同年2月28日にはマックスバリュ芸濃店も閉店し、2014年 (平成26年) 3月12日にメガマート跡にザ・ビッグ芸濃店が核店舗として開業した。

## 主なテナント
- ザ・ビッグ芸濃店
- 西松屋
- ダイソー

### かつて存在したテナント
- マックスバリュー芸濃店 (2,809m2[要出典])[注釈 3][注釈 4]
- メガマート芸濃店 (5,051m2[8])[注釈 5]
- アミューズメントパークさくら芸濃店（アミューズメント施設）- 2021年（令和3年）10月15日閉店[9]。

## 交通アクセス
- 自動車
  - 伊勢自動車道芸濃ICから車で1分

## ギャラリー

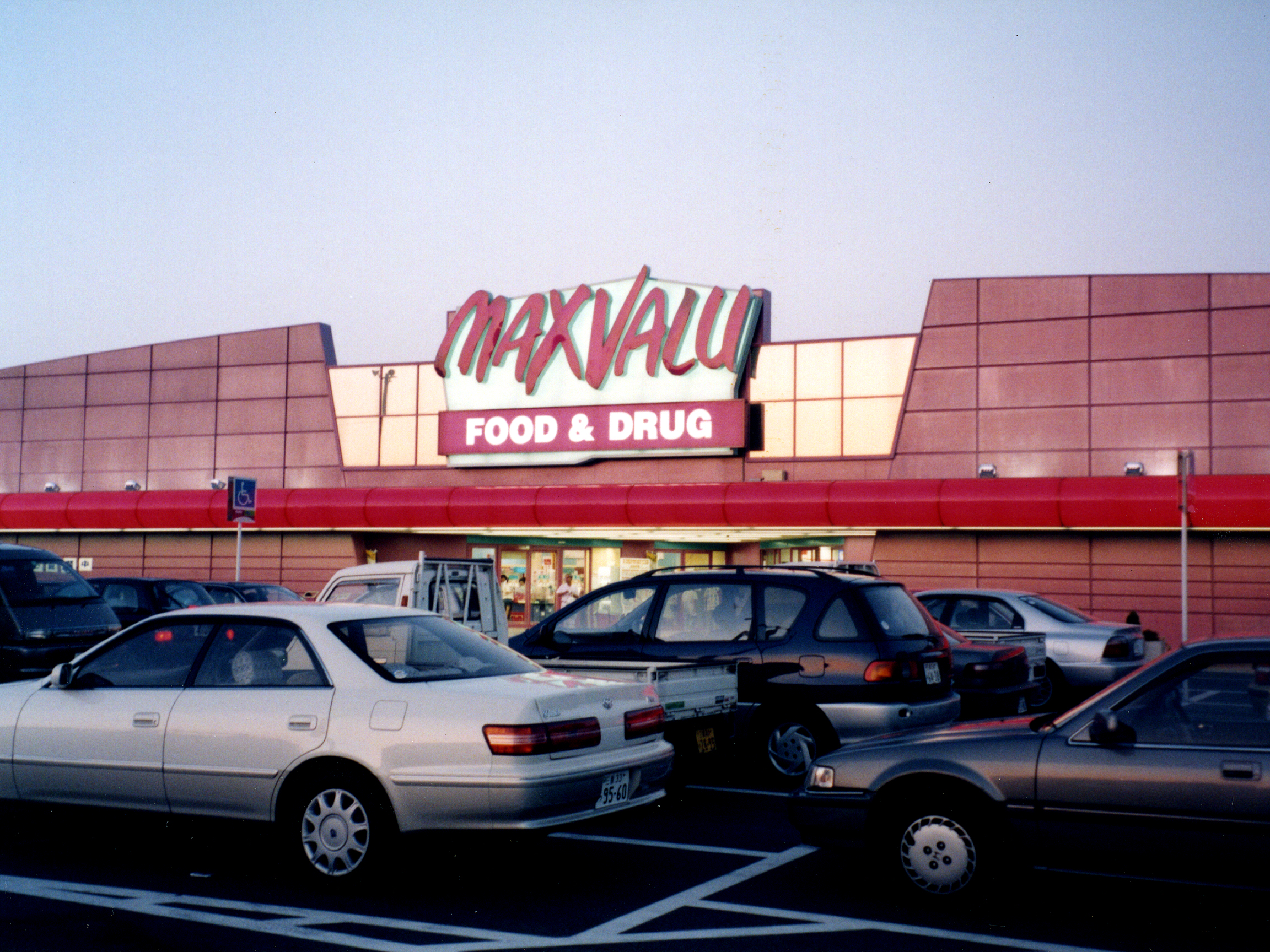
マックスバリュー 芸濃店[注釈 3][注釈 4]
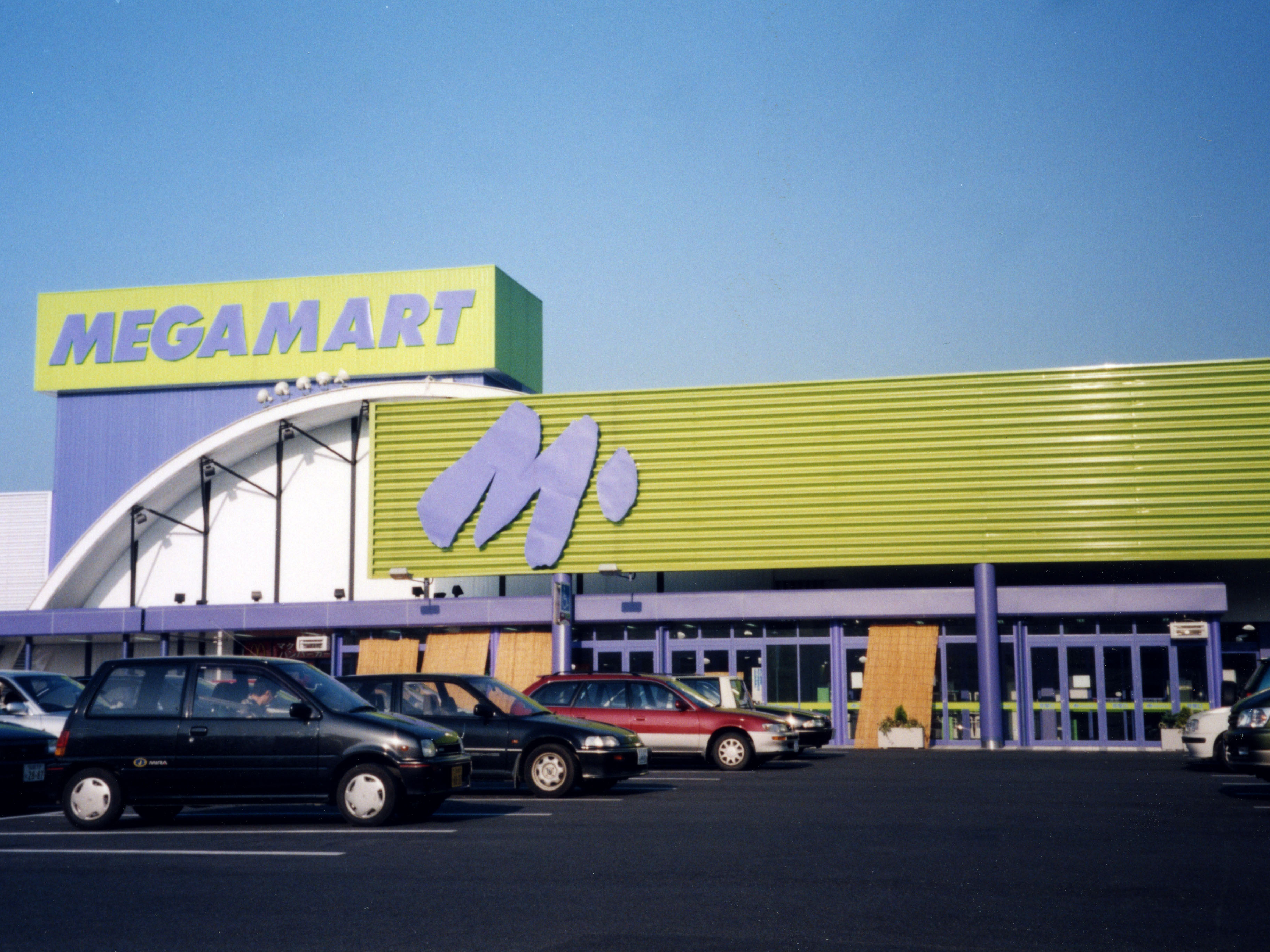
メガマート 芸濃店[注釈 5]